# 高坂希太郎
高坂 希太郎（こうさか きたろう、1962年2月28日 - ）は、日本のアニメーター、アニメーション監督。神奈川県出身。埼玉工業大学深谷高等学校卒業。スタジオアウトリガー所属。

## 来歴
父親が絵描きだったので、絵を描いたり見たりする環境が近くにあり、学校でも授業そっちのけでずっと絵を描いていた。
アニメ業界の仕事に携わり始めたのは高校生の頃。『未来少年コナン』などの宮崎駿や高畑勲などが手掛けた面白い作品が次々とテレビで放映されているのを観て「自分もアニメの仕事に携わりたい」と思うようになり、自らが描いた絵を持ってアニメーションスタジオ、オープロダクションの門を叩いた。高校の夏休みと冬休みを利用してアルバイトをさせてもらい、卒業後、そのままオープロダクションに入社する。
1986年にフリーに転身、以降は多数の名作アニメの原画を担当する。スタジオジブリを拠点として活動しつつ、マッドハウス作品にもキーアニメーターとして参加する。
1993年、マッドハウスの丸山正雄のプロデュースにより、OVA『A-Girl』で監督デビュー。別冊マーガレット（集英社）で連載されていたくらもちふさこの同名漫画が原作で、「マーガレットVIDEO」シリーズの第6弾として1993年に制作された。ミュージッククリップ仕立てとなっており、セリフのほとんどをテロップで表現した異色作であった。
1995年、映画『耳をすませば』で作画監督デビュー。
1999年、監督を務めたCLAMPの漫画原作の短編『CLOVER』が『劇場版カードキャプターさくら』との併映で劇場公開された。
2003年、自身の趣味でもあった自転車レースの世界を描いた劇場アニメ『茄子 アンダルシアの夏』を監督。黒田硫黄の漫画が原作の映画である同作は、第56回カンヌ国際映画祭の監督週間に出展された。
2014年、単独で作画監督を担当した宮崎駿監督の『風立ちぬ』で東京アニメアワード2014の個人部門でアニメーター賞を受賞した。
2018年、児童文学のベストセラーをアニメ化した『若おかみは小学生!』で15年ぶりに劇場作品を監督した。同作はフランスのアヌシー国際アニメーション映画祭2018で長編コンペティション部門に出品された。この作品の頃はアニメ「秘密結社鷹の爪」などで知られるコンテンツ制作会社「DLE」に所属していた。
2022年8月28日、宮沢賢治の多様な魅力を探るイベント「イーハトーブフェスティバル2022」において、高坂自身が自転車で夏の花巻を巡って心に広がる花巻の風景を絵日記で記したドキュメンタリー「イーハトーブの地図〜心に映る風景〜」が上映された。

## 人物
数多くの名作アニメに参加した日本有数のトップアニメーター。原画として多くのキャリアを積んだ後、1990年代から2010年代のスタジオジブリ作品のほとんどに作画監督として参加し、同スタジオを支える中心的存在となった。宮崎駿監督からの信頼も厚く、同監督が「最後の長編映画」としていた『風立ちぬ』では単独で作画監督を担当している。高畑勲監督とはTV版『じゃりン子チエ』、『火垂るの墓』、『平成狸合戦ぽんぽこ』などでともに仕事をした。
またジブリ作品以外でも、マッドハウスの手掛けた浦沢直樹の漫画原作のテレビアニメ『YAWARA!』『MASTERキートン』などで、作画面の中心スタッフとして活躍した。『MONSTER』アニメ化の際は、『MASTERキートン』でのキャラクターデザインと作画監督の仕事に感銘を受けた原作者の浦沢の指名で、キャラクター原案を担当している。
自他共に認める無類の自転車好きとして知られている。2003年にスペインの自転車レース、ブエルタ・ア・エスパーニャを扱った『茄子 アンダルシアの夏』で映画監督デビューしたが、自身も第3回Mt.富士ヒルクライムのアスリートクラスで3位入賞するほどの自転車乗りで、「アニメ界最速の男」の異名も持つ。アニメ業界の自転車好きが集うイベント、スタジオジブリ主催の「ツール・ド・信州」では、毎年のように1位を獲得していた。
大の宮崎アニメファンであるが、「宮崎駿の一番弟子」と言われることについては否定している。
宮崎駿からは「モンチ」の愛称で呼ばれている。理由はサルのモンチッチに似ているからとの事である。
自他共に認める『水曜どうでしょう』（北海道テレビ放送制作のバラエティ番組）の大ファンであり、『茄子 アンダルシアの夏』には出演者の大泉洋を主演の声優に抜擢。シリーズ2作目では『水曜どうでしょう』のディレクターの藤村忠寿と嬉野雅道も声優として起用した。また、『どうでしょう』好きが高じ、『水曜どうでしょう』DVD第10弾のオープニングCGを数ヶ月かけ制作。製作過程では日帰りで北海道まで行き、実際に自らonちゃんの着ぐるみに入りビデオを撮って資料にした。あまりに安田顕の入った着ぐるみonちゃんの動きをリアルかつ忠実に再現したため、同DVD副音声でディレクター陣に「まるで実写」と言わしめた。その関係で、同局の番組で大泉も出演する『ドラバラ鈴井の巣』の「VS・禁断の解決企画」で特別審査員としてゲスト出演する。

## 主な作品

### 監督作品

#### 劇場映画
- 1999年 - CLOVER[注 3]（監督）
- 2003年 - 茄子 アンダルシアの夏（監督・脚本・キャラクターデザイン・作画監督）
- 2018年 - 若おかみは小学生!（監督・絵コンテ・演出）[14]

#### OVA
- 1993年 - A-Girl（監督・キャラクターデザイン・作画監督）
- 2007年 - 茄子 スーツケースの渡り鳥（監督・脚本・キャラクターデザイン）

#### ドキュメンタリー
- 2022年 - イーハトーブの地図〜心に映る風景〜（監督・出演）

### 参加作品
- 1981年 - さよなら銀河鉄道999 アンドロメダ終着駅（動画）
- 1981年 - Dr.スランプ アラレちゃん（第30話動画）
- 1982年 - セロ弾きのゴーシュ（作画）
- 1982年 - 南の虹のルーシー（原画）
- 1982年 - じゃりン子チエ（原画・動画）
- 1983年 - ミームいろいろ夢の旅（原画）
- 1984年 - ルパン三世 PARTIII（原画）
- スタジオジブリ
  - 1984年 - 風の谷のナウシカ（原画）
  - 1986年 - 天空の城ラピュタ（原画）
  - 1995年 - 耳をすませば（作画監督）
  - 1997年 - もののけ姫（作画監督[注 4]）
  - 2001年 - 千と千尋の神隠し（作画監督[注 5]）
  - 2004年 - ハウルの動く城（作画監督[注 6]）
  - 2008年 - 崖の上のポニョ（作画監督補[注 7]）
  - 2011年 - コクリコ坂から（作画監督[注 8]）
  - 2013年 - 風立ちぬ（作画監督）
  - 2014年 - 思い出のマーニー（原画）
- 1985年 - カムイの剣（原画）
- 1985年 - 名探偵ホームズ（作画監督、原画）
- 1985年 - ルパン三世 バビロンの黄金伝説（原画）
- 1985年 - 天使のたまご（原画）
- 1986年 - がんばれスイミー（制作協力）
- 1987年 - 愛の若草物語（原画）
- 1987年 - 王立宇宙軍 オネアミスの翼（原画）
- 1988年 - 火垂るの墓（原画）
- 1988年 - AKIRA（原画）
- 1988年 - 風を抜け!（原画）
- 1989年 - NEMO/ニモ（原画）
- 1989年 - YAWARA! a fashionable judo girl（絵コンテ・演出・作画監督・原画）
- 1993年 - X2 ダブルエックス（原画）
- 1994年 - 平成狸合戦ぽんぽこ（原画）
- 1998年 - MASTERキートン（キャラクターデザイン・作画監督・レイアウト監修・絵コンテ・その他）
- 2001年 - メトロポリス（原画）
- 2004年 - MONSTER（キャラクターデザイン原案）
- 2010年 - パン種とタマゴ姫（作画監督）
- 2015年 - バケモノの子（原画）
- 2019年 - アニメ 大好きだったあなたへ ヒバクシャからの手紙（キャラクターデザイン）
- 2023年 - 君たちはどう生きるか（原画）

### CM
- スズキ・ハスラー（アニメーションコンセプトデザイン）
  - 「ハスラーワールド」篇（2020年、特別仕様車J STYLE）[15]
  - 「ハスラーワールド/海」篇（2021年）[16]
  - 「ハスラーワールド/森と光」篇（2021年）[17]
  - 「ハスラーワールド/シーサイドドライブ」篇（2022年）[18]

## 受賞歴
- 第42回日本アカデミー賞 優秀アニメーション作品賞
- 東京アニメアワード2014個人賞 - アニメーター賞[19]
- 第73回毎日映画コンクールアニメーション映画賞